# 杜金才
杜金才（と きんさい、1952年10月 - ）は、中華人民共和国解放軍の軍人、中将。

## 概要
1952年河北省生まれ。総政治部副主任。

## 来歴
- 1952年生まれ
- 1970年 中国解放軍海軍に入隊
- 1996年12月 新疆軍区政治部副主任
- 1998年7月 少将昇進
- 2002年6月 蘭州軍区政治部副主任
- 2005年3月 第21集団軍政治委員
- 2006年12月 成都軍区政治部主任、軍区党委常委
- 2007年6月 総政治部主任助理
- 2008年7月 中将昇進
- 2009年12月 総政治部副主任